# Administrasjonsrådet
Administrasjonsrådet kallades det norska organ som administrerade de tyskockuperade delarna av Norge 15 april - 25 september 1940.
När Tyskland invaderade Norge 9 april 1940, se operation Weserübung, utropade sig Vidkun Quisling till statsminister och bildade regering. För att erbjuda tyskarna ett alternativ till Quislings kuppregering, som ansågs kunna skada landet mer än vad en tysk ockupation skulle behöva, försökte domare i Norges Høyesterett (Högsta domstolen) och ledare i förvaltning och näringsliv skapa ett konkurrerande regeringsliknande organ som skulle kunna verkställa ockupationsmaktens beslut. Det tyska sändebudet Curt Bräuer vanns för tanken och han presenterade administrasjonsrådet i Berlin som en ny norsk provisorisk regering som skulle kunna få kung Håkon VII att återvända från exilen i Storbritannien, vilket i sin tur skulle kunna leda till ett fredsavtal mellan Tyskland och Norge. Quisling skulle få en hedersam avgång och en framskjutande plats i rådet. Hitler övertygades och lät Quislingregeringen falla.
Administrasjonsrådet utnämndes av Høyesterett och började fungera 15 april. Ordförande var fylkesmannen i Oslo och Akershus, Ingolf Elster Christensen; medlemmar var stadsfysikus Andreas Diesen , direktören vid Statistisk sentralbyrå Gunnar Jahn, Oslouniversitetets rektor Didrik Arup Seip, "sorenskriveren" i Nedre Romerike Ole F. Harbek, direktören for den "statlige industriforsyningen" Jens Bache-Wiig samt docent Rasmus Mork från Universitetet for miljø- og biovitenskap. Medlemmarna svor troshetsed till det tyska rikets representant, Bräuer. Quisling påpekade att hans egen 9 april-regering inte avgivit någon trohetsed till tyskarna.
Den lagliga norska regeringen Nygaardsvold som befann sig i exil i Storbritannien erkände inte Administrasjonsrådet. Ett tal av kung Haakon 17 april slog fast att rådet stred mot norsk lag. När Hitler insåg att Bräuers försäkringar inte alls stämde avskedade han denne och inrättade en Reichskommissar (rikskommissarie) som högsta instans i Norge.
Rådet höll ett korrekt förhållande till Reichskommissariat och undvek konflikter, men den 25 september 1940 upplöstes rådet av rikskommissarien Josef Terboven som istället tillsatte ett kommissariatråd, styrt av honom själv.